# Wiskiauten
Koordinaten: 54° 55′ 25″ N, 20° 28′ 40″ O
Wiskiauten ist ein frühmittelalterliches Gräberfeld des 9.–11. Jahrhundert n. Chr., das sich mit über 500 Grabhügeln in einem Wäldchen mit dem Flurnamen „Kaup“ nahe dem ostpreußischen Dorf Wiskiauten (nach 1945 Mochowoje, russisch Моховое) im Kreis Fischhausen (heute Oblast Kaliningrad, Stadtkreis Selenogradsk) gelegen befindet. Seit 2005 sind auch Siedlungsspuren im Umfeld archäologisch belegt.
Wiskiauten wird 1291 als de Autekaym (prußisch für „hoch liegendes Dorf“) erwähnt. 1383 erscheint erstmals der Name veld der von Wissecawten.
Seit seiner Entdeckung im Jahr 1865 im „Kaup“ (prußisch für „erhöhte Lage“, „Haufen“ oder „Hügel“) hat das wikingerzeitliche Gräberfeld mit seinen Hügelgräbern und einer noch unbekannten Anzahl an Flachgräbern verschiedene Forschergenerationen beschäftigt.

## Deutsche Forschung
Von deutschen und schwedischen Archäologen wurden bis zum Beginn des Zweiten Weltkrieges etwa 300 Gräber freigelegt und zahlreiche Tracht- und Schmuckgegenstände sowie Waffen, zutage gefördert. Die Funde haben überwiegend skandinavischen Charakter. Dazu zählen Armringe, zahlreiche Lanzen, Schwerter und Steigbügel sowie ovale Schalen- und Dosenfibeln, aber auch Dirhams (arabische Silbermünzen) und diverse Schmuckanhänger, die ihre Entsprechungen vorwiegend in Schweden, auf Gotland und, weniger ausgeprägt in Dänemark oder Zentralrussland finden.
Der Großteil dieser Funde und auch die originale Ausgrabungsdokumentation wurde im Prussia-Museum im Königsberger Schloss untergebracht. Vor Ende des Krieges wurde die Sammlung aufgrund der akuten Zerstörungsgefahr evakuiert, an verschiedenen Orten in Königsberg und anderen Orten versteckt und galt in der Folge als verschollen. Zwar wurden schon vor dem Krieg einige Ausgrabungsergebnisse in archäologischen Fachzeitschriften publiziert, den Verlust der Originale konnten diese Veröffentlichungen aber nie ausgleichen. 60 Jahre später wurden große Teile der Sammlung wiederentdeckt, darunter auch Materialien zu Wiskiauten, die heute größtenteils im Prussia-Archiv des Museums für Vor- und Frühgeschichte – Staatliche Museen Preußischer Kulturbesitz in Berlin aufbewahrt werden.

## Russische Forschung
Nach Kriegsende hat die russische Forschung Ausgrabungen im Grabhügelfeld „Kaup“ durchgeführt. In dieser Epoche sind etwa 30 Gräber untersucht worden. Wieder kamen hauptsächlich skandinavische Funde zutage.
Die skandinavischen Funde in der ansonsten vom Stamm der Prußen besiedelten Region und der ortsfremde Hügelgrabbau führten zu der Interpretation, dass das Gräberfeld zu einer skandinavischen Handelsniederlassung gehörte, die in der Nähe zu suchen sei. Diese Siedlung muss an das wikingerzeitliche Handelsnetz rund um die Ostsee angebunden gewesen sein und pflegte vermutlich Kontakte nach Birka, Grobiņa (Seeburg), Haithabu, Paviken (Gotland), Truso, Wollin und weiteren Häfen. Als Handelsgut kommt vor allem der in der Region außergewöhnlich häufig vorkommende Bernstein in Frage.
Die durch das Gräberfeld zu vermutende Siedlung konnte allerdings – abgesehen von wenigen singulären Funden – nie eindeutig lokalisiert werden, wurde aber an verschiedenen Orten vermutet.

## Deutsch-Russische Forschung
Von 2005 bis 2011 wurde in einem gemeinsamen russisch-deutschen Forschungsprojekt versucht, die Siedlung zu finden. Die Untersuchungen wurden vom Zentrum für Baltische und Skandinavische Archäologie (ZBSA) in der Stiftung Schleswig-Holsteinische Landesmuseen auf Schloss Gottorf und der so genannten Baltischen Expedition des Instituts für Archäologie der Russischen Akademie der Wissenschaften Moskau durchgeführt. Von 2007 bis zum Grabungsende 2011 wurde das Forschungsprojekt mit wesentlichen Personal- und Sachmitteln der Deutschen Forschungsgemeinschaft (DFG) unterstützt.
Dabei kam vor allem die Untersuchungsmethode der Geomagnetik großflächig zum Einsatz. Seither wurden insgesamt knapp 200 ha Fläche rund um den Bestattungsplatz nicht-invasiv „gescannt“. Es sind mehrere tausend Strukturen dokumentiert worden, die auf archäologische Objekte deuten könnten. Durch Pürckhauer-Bohrungen sind etwa 350 der so genannten geomagnetischen Anomalien untersucht worden, wobei in 70 % der Fälle tatsächlich archäologische Befunde unterschiedlicher Zeiten zu vermuten sind. Insgesamt sind 22 Grabungen mit einer Gesamtfläche von mehr als 2000 m² unternommen worden, die mehrere Brunnen, Spuren von Häusern in Pfostenbauweise und diverse andere Befunde wie Herde oder Abfallgruben erbrachten. Die Befunde datieren vom Neolithikum bis in die Neuzeit, mehrheitlich gehören sie ins 5. bis 12. Jahrhundert.
Insgesamt gruppieren sich die Siedlungsspuren im Umfeld des Gräberfeldes in vier dorfartige Areale (A–D). An zwei Stellen, im Nordwesten und im Osten des Gräberfeldes (Siedlungsareale A und D), finden sich Hinweise auf eine früh einsetzende Besiedlung, die einzelne Radiokarbonergebnisse und Befunde aus dem Neolithikum oder der Bronzezeit enthalten, ab dem 5. Jahrhundert jedoch durchgängig bis ins Frühmittelalter bewohnt sind. Sie repräsentieren eine prußische, also bereits vor dem Eintreffen der Skandinavier existierende Besiedlung. Bei Ausgrabungen in der östlichen Siedlung (Areal D) wurden auf einer Fläche von 60 × 20 m mindestens drei Hausgrundrisse freigelegt. Funde eines Dirham, eines Gürtelbeschlages oder auch eines Schwertknaufes legen nahe, dass diese Siedlung Zugang zu überregional verhandelten Importgütern hatte. Das direkt nördlich des Gräberfeldes gelegene Siedlungsareal B birgt Siedlungsbefunden des 9. bis 12. Jahrhunderts. Es gibt Hinweise, dass die nördlichste Siedlung (Areal A) bis ins 13. Jahrhundert weiter besteht, bevor sich der Siedlungskern unter Einfluss des Deutschen Ordens in das nur wenige Dutzend Meter nördlich gelegene Dörfchen Wosegau (heute Wischnjowoje) verlagert, das bis heute besteht.
Obwohl das Gräberfeld eindeutig skandinavische Funde enthält, wurde bei den Ausgrabungen auf den Siedlungsflächen bisher fast ausschließlich einheimisches Material geborgen, typisch skandinavische Funde fehlen bis auf wenige Ausnahmen. Trotzdem muss der Platz als eine Siedlung angesehen werden, in der sowohl einheimische Prußen als auch Skandinavier in einem bisher unbestimmbaren Verhältnis zusammen gelebt haben, wie dies (anders zusammengesetzt) auch für andere Handelsplätze dieser Zeit belegt ist. Dabei ist diese Siedlung aber vermutlich wesentlich weiträumiger angelegt gewesen, als bisher vermutet. Ein echtes Zentrum scheint sie nicht gehabt zu haben. Vielmehr sind einzelne Höfe weiträumig in der 3 – 4 km² großen Siedlungskammer um das Gräberfeld herum verteilt.